# 中澤有美子
中澤 有美子（なかざわ ゆみこ、1975年4月26日 - ）は、セント・フォース所属のフリーアナウンサー。元テレビ信州アナウンサー。

## 来歴
千葉県浦安市出身。浦安市立富岡小学校、浦安市立富岡中学校、渋谷教育学園幕張高等学校、東京女子大学現代文化学部言語文化学科卒業。
1998年、テレビ信州にアナウンサーとして入社。テレビ信州では入社1年目から『信州ニュースプラス1』のニュースキャスターを務める。2000年にテレビ信州を退社する。
2001年にBS-iの報道番組『i-NEWS Morning』で、隔週で三浦聡子と交互にサブキャスターを担当し、2002年4月から後番組の『JNNモーニング』（第一期）でメインキャスターを火曜日と水曜日に、月曜、木曜、金曜の菅原美千子と交互に担当を務めた。
2002年10月から2004年3月の間、『JNNニュースの森』のサブキャスターを務める。
2003年5月に、フジテレビ記者の石原正人と結婚する。
2004年10月から、CS局JNNニュースバードの早朝番組『JNNニュースバード@中澤有美子』でメインキャスターを2007年3月まで担当を務め、出産で途中一時期を休む。
2006年4月から、TBSラジオ『安住紳一郎の日曜天国』のアシスタントを担当。2007年10月に同番組で妊娠したことを報告。10月から12月まで産前・産後のために番組を休み、佐藤さやかが代替を務めた。同年11月中旬に、第一子の女児（3220g）を出産。2008年1月に番組に復帰する。
ファンを公言する有名人もおり、作家の姫野カオルコは小説『リアル・シンデレラ』に中澤をモデルとする人物を登場させ、漫画家の秋本治も中澤のファンであると安住に伝え、ニッポン放送のアナウンサー、煙山光紀もラジオを聴くことができる日はいつも聴いていると安住に伝えるが、「ラジオのアナウンサーがライバル局を聞いていると公言するのはどうかと思う。」とオープニングでネタにされた。

## 出演番組

### 現在の出演番組
- 安住紳一郎の日曜天国（TBSラジオ）- アシスタント、2006年4月 - [8]
- ミヤリサン製薬プレゼンツ 腸から始まる健康ライフ（TBSラジオ）[9]

### 過去の出演番組
- i-NEWS Morning（BS-i）- サブキャスター、2001年4月 - 2002年3月
- JNNモーニング（第一期、BS-iおよびJNNニュースバード）- メインキャスター〈火、水〉、2002年4月 - 2003年3月
- JNNニュースバード（JNNニュースバード）- キャスター、2002年4月 - 2003年3月
- JNNニュースの森（TBSテレビ）-サブキャスター、2002年10月 - 2004年3月
- 衆議院選開票特別番組「票決!ライブ2003」（2003年11月9日）
- JNNニュースバード@中澤有美子（JNNニュースバード）- メインキャスター、2004年10月 - 2007年3月
- ドクター月尾・地球の方程式（JNNニュースバード））- 聞き手、2005年1月 - 2007年3月